# Syndrome du retard de croissance chez le poulet de chair
Le syndrome du retard de croissance (en anglais :  Runting-Stunting Syndrome est une maladie des poulets de chair à étiologie multifactorielle.
Elle a été décrite dès les années 1940, mais elle n'a été correctement documentée qu'à partir des années 1970.

## Étiologie
L'étiologie n'est pas élucidée. Plusieurs agents microbiens (Escherichia coli, Proteus mirabilis, Enterococcus faecium, Staphylococcus cohnii, Clostridium perfringens, Bacteroides fragilis et Bacillus licheniformis) ainsi que viraux (réovirus, adénovirus, entérovirus, rotavirus, parvovirus) pourraient intervenir, seuls ou associés.
Tous ces agents causent un syndrome de malabsorption.
Une température trop basse pendant la phase d'élevage (15 premier jours de vie) semble exacerber les symptômes.

## Symptômes
La mortalité du troupeau n'est pas affectée. Toutefois, on signale un pic de mortalité à 11 jours dans certains lots.
Par la suite, la croissance de certains sujets (1 à 10 pour cent) diminue, ce qui provoque des lots hétérogènes (réduction de l'uniformité du troupeau). L'indice de conversion alimentaire du lot est plus élevé. D'où les pertes économiques.

## Prévention
Les efforts de lutte doivent être concentrés au début de la vie du troupeau.
La température d'élevage (35 °C le premier jour à 25 °C à 15-20 jours) ne doit pas être diminuée sous prétexte d'économie.
Le fumier du lot précédent, dans lequel plusieurs des germes suspects peuvent rester vivants, doit avoir été enlevé entièrement dès le début du vide sanitaire.
La vaccination des poulets de chair contre certaines souches de réovirus (par exemple 1733 and 2408) a fait disparaitre le syndrome mais seulement dans 50 % des cas. La vaccination des reproducteurs contre ces mêmes réovirus est peut-être plus efficace et moins couteuse.
Toutefois, le fait que le syndrome peut disparaitre spontanément dans les fermes atteintes rend difficile l'appréciation de l'efficacité des mesures de contrôle.